# Franz Ludwig Christoph Ignatius von Mairhofen
Franz Ludwig Christoph Ignatius Freiherr von Mairhofen (getauft 23. Juli 1721 in Klingenberg am Main; † 1788) war Hof- und Regierungsrat und Fuldaischer Vizekanzler.

## Leben
Franz Ludwig Christoph Ignatius von Mairhofen war ein Sohn des Mainzer Hofrats und mainzischen Amtmanns zu Klingenberg Franz Wilhelm von Mairhofen und dessen Ehefrau Maria Franziska, geborene von Buseck.
Er war Fuldaischer Vizekanzler sowie Hof- und Regierungsrat und wirkte als Amtmann zu Salmünster und zu Brückenau.
Am 11. April 1770 wurde Christoph Ludwig von Maierhofen unter der Präsidentschaft des Mediziners Ferdinand Jakob Baier unter der Matrikel-Nr. 733 mit dem akademischen Beinamen Thales Cretensis als Mitglied in die Deutsche Akademie der Naturforscher Leopoldina aufgenommen.
Er war mit Anna Augusta Friederika, geborene  von Breitenback; genannt Breitenstein, verheiratet. Der gemeinsame Sohn Damian war gräflich Waldeck’scher Kapitän und fiel 1810 bei Medina in Katalonien.